# Eneáš Sylvius Piccolomini
Eneáš Sylvius kníže Piccolomini, vévoda z Amalfi (nebo také Aeneáš Sylvius Piccolomini, italsky Enea Silvio Piccolomini d'Aragona Duca di Amalfi, * 1653 - 1673) byl vévoda z Amalfi, říšský kníže, císařský plukovník a majitel východočeského Náchodského panství.

## Život

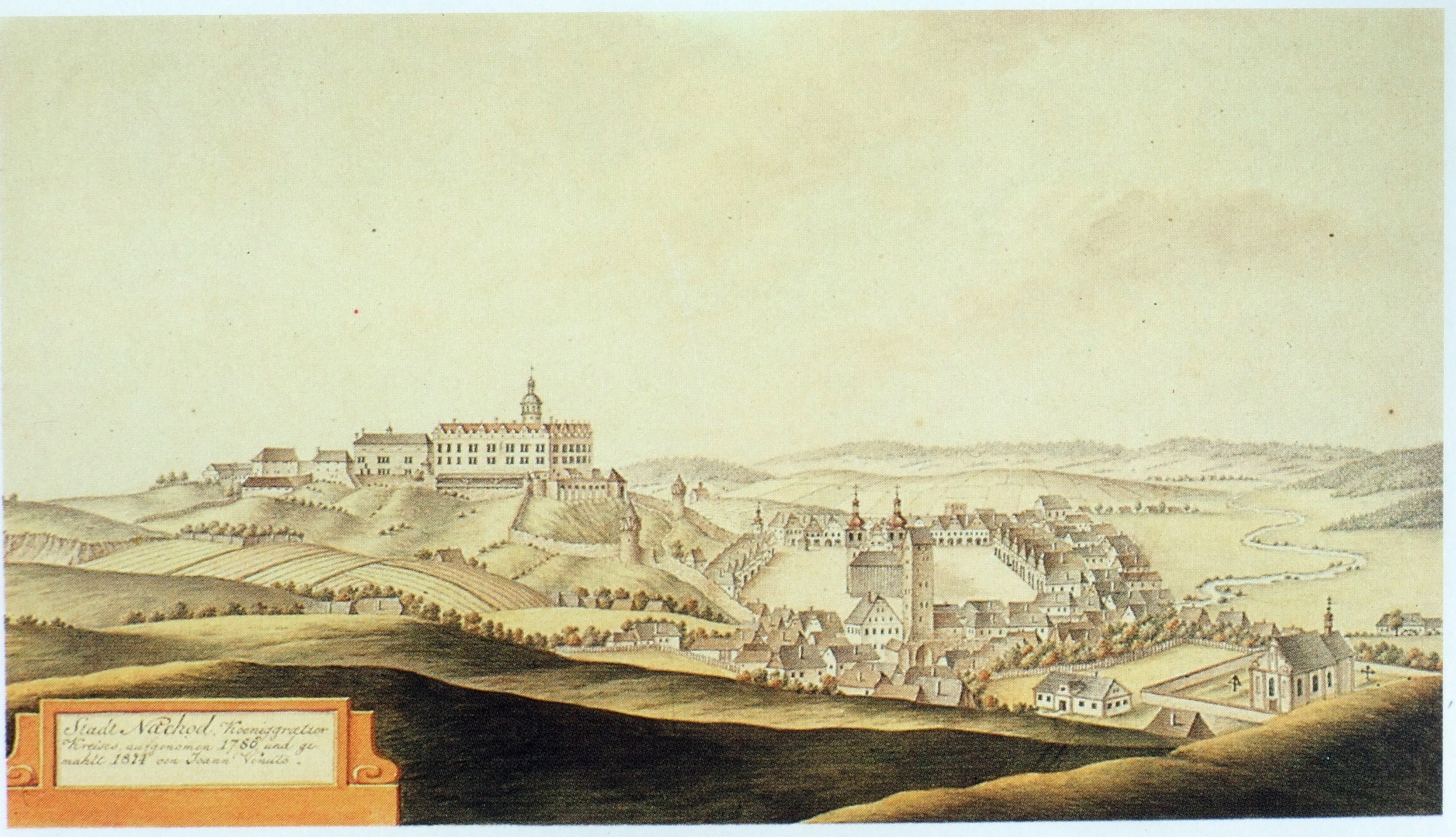
Jan Antonín Venuto: Zámek a město Náchod z Klínku, akvarel podle kresby z roku 1786.

Jeho rodiči byli Francesco Piccolomini-Pieri di Amalfi a Emiliana Strozziová. 
Když v roce 1656 zemřel jako bezdětný jeho prastrýc, generál císařské armády, vévoda Octavio Piccolomini, odkázal tehdy tříletému Eneášovi ve své závěti Náchodské panství. Kvůli nízkému věku mu byl určen poručník, hrabě Jan Šebestián z Pöttingu, který byl zároveň jmenován náchodským regentem. Hrabě Pötting se však snažil omezit některá městská privilegia, proto mezi ním a radou města Náchoda došlo k neshodám. Po zdlouhavých jednáních bylo v roce 1668 dosaženo kompromisu a smluvně dohodnuto, že pod Pöttingovým vedením budou pokračovat stavební práce na Náchodském zámku, které zahájil Octavio Piccolomini.
Jmenování hraběte Pöttinga však vedlo ke sporu s vdovou po Octaviovi Piccolominim, Marií Benignou Sasko-Lauenburskou, která neměla v úmyslu vzdát se vlády na Náchodském panství. V roce 1664 dosáhla toho, že po dobu nezletilosti Eneáše Sylvia bude regentkou ona. Téhož roku požádala městskou radu o slib věrnosti.
Další neshody ovšem nastaly, když požadovala, aby dvorní kancléř vedl korespondenci pouze v němčině. Ačkoli ji podporoval náchodský děkan, Ital Giovanni Guglielmo de Ronne (Jan Bedřich z Ronne), nedokázala u svých poddaným prosadit, aby bohoslužby ve farním kostele sv. Vavřince byly slouženy v němčině.
I poté, co vévoda Eneáš Sylvius v roce 1671 dosáhl plnoletosti a uzavřel s Marií Benignou dohodu, která Marii Benigně zaručovala finanční odstupné, po dalších osm let vykonávala správu panství. Eneáš Sylvius však zemřel o dva roky později. Nastoupil kariéru vojenského důstojníka a zemřel v roce 1673 v hodnosti plukovníka pod velením generála Raimunda Montecuccoliho ve válce s Francouzi na Rýně. Jeho tělo bylo pohřbeno v Kolíně nad Rýnem.
Eneáš Sylvius Piccolomini nebyl ženatý a nezanechal žádné potomky. Jeho pozůstalost připadla jako dědictví jeho mladšímu bratrovi Lorenzu Piccolominiovi.